# ATC kód G02
ATC kód G02 Jiná gynekologika je hlavní terapeutická skupina anatomické skupiny G. Urogenitální systém a pohlavní hormony.

## G02A Uterotonika

### G02AB Námelové alkaloidy
G02AB01 Methylergometrin

### G02ADProstaglandiny
G02AD01 Dinoprost
G02AD02 Dinoproston
G02AD03 Gemeprost
G02AD04 Karboprost
G02AD05 Sulproston
G02AD06 Misoprostol

## G02B Kontraceptiva lokální

### G02BA Kontraceptiva nitroděložní
G02BA01 Nitroděložní tělísko
G02BA02 Nitroděložní tělísko s mědí
G02BA03 Nitroděložní tělísko s progestogenem

### G02BB Kontraceptiva nitrovaginální
G02BB01 Vaginální kroužek s progestogenem a estrogenem

## G02C Jiná gynekologika

### G02CA Sympatomimetika
G02CA01 Ritodrin
G02CA02 Bufenin
G02CA03 Fenoterol

### G02CB Inhibitoryprolaktinu
G02CB01 Bromokriptin
G02CB02 Lisurid
G02CB03 Kabergolin
G02CB04 Quinagolid
G02CB05 Metergolin
G02CB06 Tergurid

### G02CC Protizánětlivá léčiva k vaginální aplikaci
G02CC01 Ibuprofen
G02CC02 Naproxen
G02CC03 Benzydamin
G02CC04 Flunoxaprofen

### G02CX Jiná gynekologika
G02CX01 Atosiban
G02CX02 Flibanserin
G02CX03 Drmkový plod
G02CX04 Kořen ploštičníka

## Poznámka
- Registrované léčivé přípravky na území České republiky.
- Informační zdroj: Státní ústav pro kontrolu léčiv, Všeobecná zdravotní pojišťovna.